# Lispe geniseta
Lispe geniseta este o specie de muște din genul Lispe, familia Muscidae, descrisă de Stein în anul 1909. Conform Catalogue of Life specia Lispe geniseta nu are subspecii cunoscute.